# Sabine Treml
Sabine Treml (* 21. Juli 1991) ist eine deutsche Fußballspielerin.

## Werdegang
Treml begann im Alter von vier Jahren mit dem Fußballsport in den Jungenmannschaften des DJK SV Keilberg, wo sie bis 2004 verblieb. Nach drei Jahren beim TSV Kareth-Lappersdorf kam sie 2007 im Alter von 16 Jahren zum SC Regensburg, die in der 2. Bundesliga Süd beheimatet war. Da der SC Regensburg nach der Saison in die Regionalliga absteigen musste, wechselte sie nach nur einem Jahr zum Bundesliga-Aufsteiger FF USV Jena. Ihr Debüt in der höchsten deutschen Spielklasse gab die 17-Jährige am 14. Dezember 2008 (12. Spieltag) bei der 1:2-Niederlage im Auswärtsspiel gegen den Hamburger SV, als sie zur zweiten Halbzeit für Sandra Schlarp eingewechselt wurde. Ihr erstes Tor erzielte sie am 8. Februar 2009 (10. Spieltag) beim 2:2-Unentschieden im Heimspiel gegen den Herforder SV mit dem Treffer zum zwischenzeitlichen 2:0 in der 20. Minute. Am 30. Juni 2014 verkündete sie ihren Weggang vom FF USV Jena und unterschrieb am selben Tag beim SV Werder. Nach nur einer Saison kehrte Treml nach Jena zurück und gehört seitdem der zweiten Mannschaft des FF USV Jena an.

### Beruflicher Werdegang
Seit Sommer 2015 studiert Treml an der Friedrich-Schiller-Universität Jena.

## Belege
1. ↑  ffusvjena.de: USV-Spielerinnen privat: Sabine Treml (Memento vom 11. Februar 2013 im Webarchiv archive.today), 31. Januar 2011
2. ↑  Sichtung für 2014/2015 erfolgreich abgeschlossen (Memento vom 14. Juli 2014 im Internet Archive)
3. ↑  Neuzugang, Rückkehr, Vorbereitung und Nordic Cup (Memento vom 14. Juli 2014 im Internet Archive)
4. ↑  FF USV Jena U21: Neuzugänge
5. ↑  Framba.de: So wird Sabine Treml ein Studium in Jena aufnehmen und den Verein deswegen verlassen. (Memento vom 27. Juni 2015 im Internet Archive) vom 26. Juni 2015